# Thomas Mann Randolph Junior
Thomas Mann Randolph Junior (Tuckahoe, 1º ottobre 1768 – Monticello, 20 giugno 1828) è stato un politico statunitense.

## Biografia
Fu il ventunesimo governatore della Virginia. Nato nella contea di Goochland frequentò il college di William e Mary. Ebbe come sorelle Mary Randolph e Virginia Randolph Cary
Sposò nel 1790 Martha Jefferson Randolph, figlia di Thomas Jefferson e di Martha Wayles Skelton Jefferson. I due ebbero dodici figli:
- Anne Cary Randolph (1791 - 1826).
- Thomas Jefferson Randolph (1792 - 1875).
- Ellen Wayles Randolph (1794 - 1795).
- Ellen Wayles Randolph (1796 - 1876).[1]
- Cornelia Jefferson Randolph (1799 - 1871).
- Virginia Jefferson Randolph (1801 - 1882).
- Mary Jefferson Randolph (1803 - 1876).
- James Madison Randolph (1806 - 1834).
- Benjamin Franklin Randolph (1808 - 1871).
- Meriwether Lewis Randolph (1810 - 1837).
- Settimia Anne Randolph (1814 - 1887).
- George Wythe Randolph (1816 - 1867).